# ДауДюПон
„ДауДюПон“ (на английски: DowDuPont) е американско предприятие, най-голямото в света по обем на продажбите в химическата промишленост, със седалище в Мидланд и Уилмингтън.
Създадена е през 2017 година със сливането на „Дау Кемикъл“ и „ДюПон“. Компанията включва три големи подразделения – „Кортева“ за агрохимикали, „Дау“ за разработка на специализирани материали (за повърхностни покрития, опаковки, фракинг и други) и „ДюПон“ за специализирани материали за електрониката, биотехнологиите, специални смоли и адхезиви и други. Към 2017 година тя има обем на продажбите около 62,5 милиарда долара, а броят на заетите е към 98 хиляди души.
През август 2019 г. DuPont обяви намерението си да се откаже от своя бизнес с храни и науки за живота. Всички опции се държат отворени, разглежда се директна продажба, но е възможно отделяне или сливане с друга компания. Подразделението има оценена стойност от приблизително 20 милиарда щатски долара. DSM също прояви интерес.